# Maison folie de Wazemmes
 (mai 2011).
Si vous disposez d'ouvrages ou d'articles de référence ou si vous connaissez des sites web de qualité traitant du thème abordé ici, merci de compléter l'article en donnant les références utiles à sa vérifiabilité et en les liant à la section « Notes et références ».
La Maison Folie Wazemmes est un équipement culturel de la Ville de Lille, ouvert à l'occasion de l'événement Lille 2004, capitale européenne de la culture,,.
Cette ancienne filature de textile a été réhabilitée par l’agence néerlandaise Nox et l’architecte Lars Spuybroek accompagné de dUCKS scéno   pour la conception de la scénographie de l'auditorium de 250 places et du studio de captation et de Flandres Analyses pour les études acoustiques, pour devenir en 2004, la maison Folie Wazemmes .
Ce site est desservi par la station de métro Gambetta.

## Description
L’ancienne usine, constituée de deux corps de bâtiments disposés face à face et séparés par une rue intérieure, renferme à présent des salles d’exposition, des espaces de création et de résidence, une auberge aux multiples possibilités et configurations, une salle de convivialité, des salles de travail...
Dans son prolongement, un bâtiment neuf, recouvert d’une intrigante robe métallique scintillante, fait office de salle de spectacle. On déambule d’un espace à l’autre en empruntant la seconde rue intérieure, axe fort de circulation du quartier, qui connecte la modernité au patrimoine existant.
Elle est située au 70 rue des Sarrazins à Wazemmes, un quartier populaire de Lille.

## Vocation
La maison Folie Wazemmes est un lieu mixte, implanté dans un quartier célèbre pour son esprit populaire et sa vitalité culturelle.
Avec pour vocation de promouvoir les cultures populaires et de provoquer les rencontres, son principe est la diversité : elle est au cœur d’échanges et de croisements multiples entre les disciplines, les artistes de tous horizons, et surtout les publics !
C’est à la fois un lieu de diffusion où sont programmés du spectacle vivant, des expositions, des ateliers créatifs, des performances, des festivals...

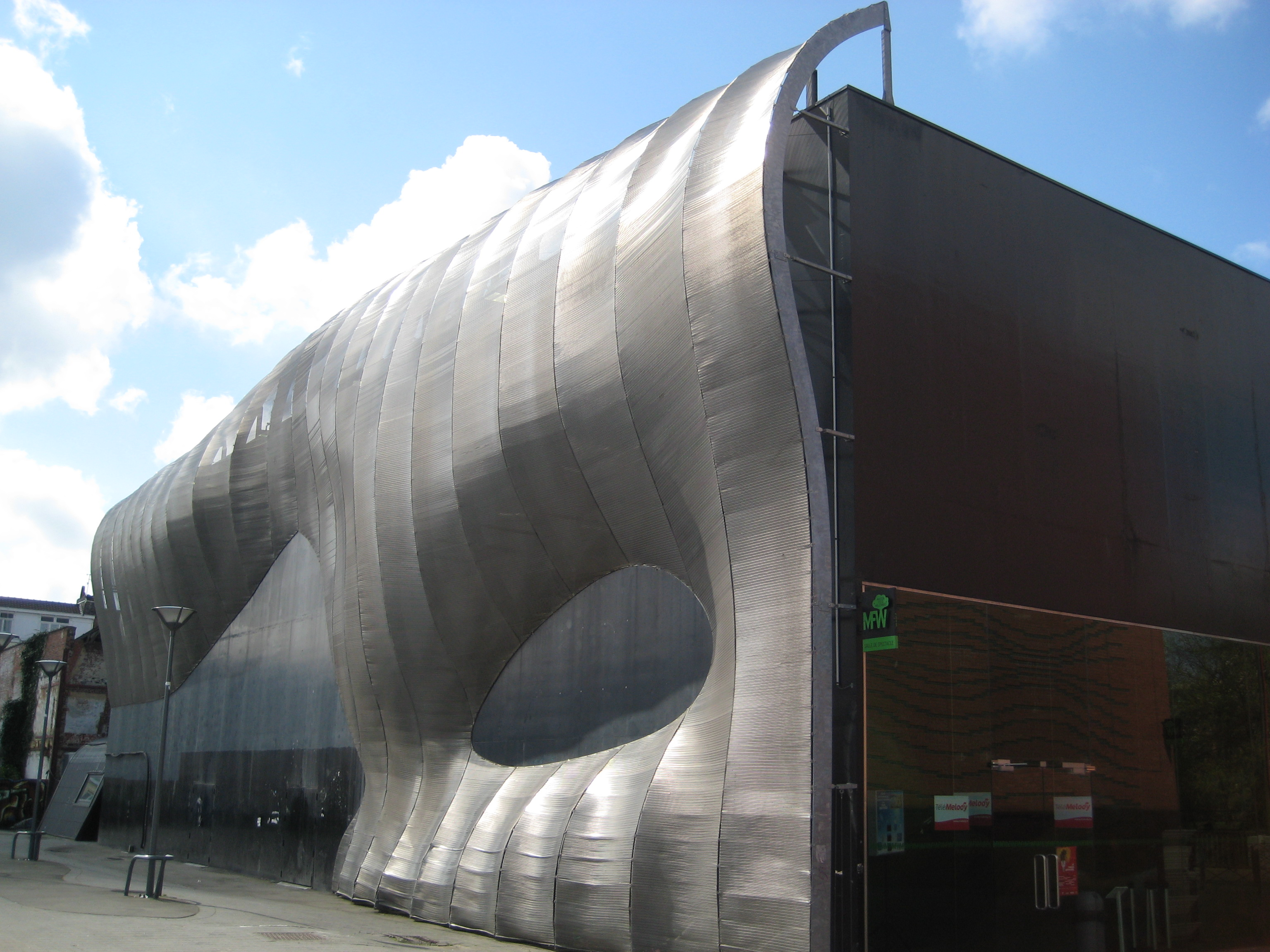
Maison folie de Wazemmes

C’est aussi un lieu de création, de fabrique : elle accueille de nombreuses équipes artistiques en résidence, particulièrement les artistes de la région.
C’est un lieu de proximité à l’écoute des initiatives locales, qui accueille et accompagne de nombreux acteurs associatifs et/ou culturels, et qui met régulièrement ses espaces à disposition.
C’est enfin un lieu de partage et de démocratisation culturelle. La maison Folie propose des actions de médiation autour de ses activités (visites, ateliers, parcours découverte, rencontres avec des équipes artistiques, répétitions ouvertes, séances scolaires...), travaille à la sensibilisation des publics avec ses partenaires du secteur éducatif, associatif social et culturel... et développe des projets participatifs qui favorisent la rencontre entre artistes et habitants.
Chaque année, elle accueille en moyenne 80 000 personnes, avec plus de 250 projets de tous types.